# Próximo amor
Próximo amor è un singolo del DJ brasiliano Alok e del cantante brasiliano Luan Santana, pubblicato il 23 novembre 2018. La traccia è stata confermata come la canzone principale della presentazione del DJ all'evento VillaMix.

## Descrizione
Il testo della canzone affronta temi come l'amore e il superamento di una relazione finita.